# Халиппа, Иван Николаевич
Ива́н Никола́евич Хали́ппа (4 [16] января 1871, Куболта, Сорокский уезд, Бессарабская губерния — 25 июня 1941, Запорожье, Украинская ССР) — бессарабский историк. Организатор и правитель дел Бессарабской губернской ученой архивной комиссии. Брат Пантелеймона Халиппы.

## Биография
Иван Халиппа родился 16 января (4 января по старому стилю) 1871 года в селе Куболта Сорокского уезда Бессарабской губернии (ныне Сынжерейский район Молдавии). Отец — Николай Иванович Халиппа (рум. Neculai Halippa), стихарный пономарь Свято-Елисаветской церкви села Куболта, учитель в церковной школе. Мать — Параскева Дмитриевна Цау (рум. Paraschiţa Ţau), дочь священника Димитрия Цау из села Гвоздово.
В семье было пятеро братьев и сестёр: Иван, Мария, Казуния, Наталья и Пантелеймон.
В 1891 году окончил Кишинёвскую духовную семинарию.
В 1895 году получает степень кандидата богословия в Киевской духовной академии.
Служил инспектором народных училищ Новомосковского уезда Екатеринославской Губернии, помощником инспектора Кишиневской духовной семинарии и инспектором народных училищ Кишиневского уезда.
Возглавлял Бессарабскую губернскую ученую архивную комиссию. 1 января 1910 года награждён орденом Святой Анны 3 степени.
В 1910 году вместе с семьей переселяется в Бердянск.
1910-1918 гг. – инспектор народных училищ Бердянского уезда, с 1919 г. – преподаватель географии, украиноведения и литературы в Бердянской трудовой школе, с 1921 г. – лектор истории культуры и украиноведения в Бердянском социально-экономическом техникуме. Заведующий Бердянских педагогических курсов (1.03.1922 - 1.10.1923). Слушателям Бердянских педагогических курсов преподавал краеведение, педологию, статистику, трудовое воспитание. В 1920-е годы сотрудничал с Исторической секцией Всеукраинской Академии Наук (ВУАН), читал лекции на Бердянских педагогических курсах.
Предположительно, в 1941 вместе с сыном был арестован органами НКВД и скончался в тюрьме г. Запорожье.
Сын, Константин Иванович Халиппа (укр. Костянтин Іванович Халіппа), осужден в 1942 году на 5 лет лишения свободы по обвинению "румынский шпион". Реабилитирован в 1990 году.

## Награды и звания
- 1910 — орден Святой Анны III степени

## Публикации
- Пушкин в Бесарабии. Заметки, воспоминания, документы из эпохи пребывания А. С. Пушкина в Бесарабии // Бессарабец. — Кишинев, 1899 г. — № 40 — стр. 20
- Идея губернских ученых архивных комиссий по Н. В. Калачову, И. Е. Андреевскому и А. Н. Труворову и учреждение комиссии в г. Кишиневе // Труды Бессарабской Губернской Ученой комиссии. — Том 1. — Кишинев, 1900 г. — стр. 1
- Восточные святители, нашедшие пристанище в пределах Кишиневской епархии среди смут греческого возстания 1821—1828 гг. // Труды Бессарабской Губернской Ученой комиссии — Том 1. — Кишинев, 1900 г. — стр. 27
- Фынтына Даинилор // Труды Бессарабской Губернской Ученой комиссии. — Том 1. — Кишинев, 1900 г. — стр. 79
- Мечети, превращенныя в церкви в пределах Бессарабии (1808-13 гг) // Труды Бессарабской Губернской Ученой комиссии. — Том 1. — Кишинев, 1900 г. — стр. 89
- Город Кишинев времен жизни в нем Александра Сергеевича Пушкина // Труды Бессарабской Губернской Ученой комиссии. — Том 1. — Кишинев, 1900 г. — стр. 97
- Материалы для истории Кишинева в XVI—XVIII вв. // Труды Бессарабской Губернской Ученой комиссии. — Том 1. — Кишинев, 1900 г. — стр. 171
- Коллекция старинных документов из фамильнаго архива г-жи З. Ф. Донич, урожденной Карп-Руссо // Труды Бессарабской Губернской Ученой комиссии. — Том 1. — Кишинев, 1900 г. — стр. 234
- Общий обзор главнейших правительственных архивов города Кишинева, с очерком деятельности бывших комиссий по разборке этих архивов // Труды Бессарабской Губернской Ученой комиссии. — Том 1. — Кишинев, 1900 г. — стр. 265
- Описание Архива Гг. Сенаторов, председательствовавших в диванах княжеств Молдавии и Валахии с 1808-го по 1813-й гг. Предисловие. № 1-100 // Труды Бессарабской Губернской Ученой комиссии. — Том 1. — Кишинев, 1900 г. — стр. 327
- Основные исторические данные о Бессарабии // Труды Бессарабской Губернской Ученой комиссии. — Том 2. — Кишинев, 1900 г. — стр. 11
- Очерк истории народного образования в Бессарабии в первой половине XIX века // Труды Бессарабской Губернской Ученой комиссии. — Том 2. — Кишинев, 1900 г. — стр. 119
- К фамильной истории дворян Аснашей // Труды Бессарабской Губернской Ученой комиссии. — Том 2. — Кишинев, 1900 г. — стр. 181
- Документы XVII—XVIII веков, касающиеся вотчины села Боюкан, ныне предместья г. Кишинева // Труды Бессарабской Губернской Ученой комиссии. — Том 2. — Кишинев, 1900 г. — стр. 231
- Описание архива гг. Сенаторов (российских), председательствовавших в диванах княжеств Молдавии и Валахии с 1808 по 1813 г. (Продолжение. Дела № 100—300) // Труды Бессарабской Губернской Ученой комиссии. — Том 2. — Кишинев, 1900 г. — стр. 341